# Taburete de sumersión

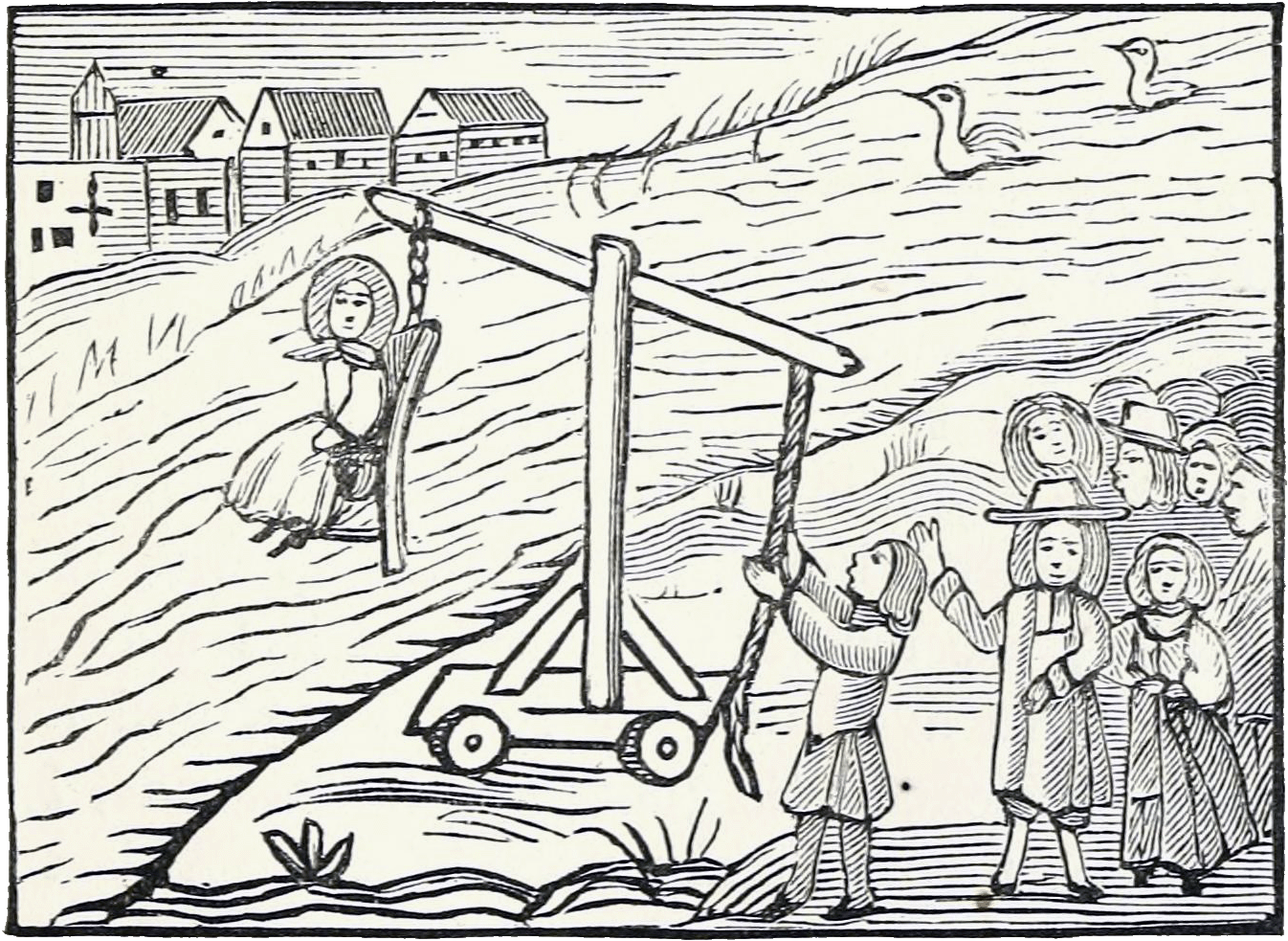
Ilustración del que muestra el castigo a una regañona común en un taburete de sumersión.

El taburete de sumersión era una tortura utilizada en ocasiones con prostitutas y con violadores de menores, pero mayoritariamente en mujeres (por diversas conductas consideradas inconvenientes, como el caso de las llamadas reñidoras vulgares o regañonas comunes).
La víctima era sentada en un taburete atado a un brazo móvil al pie de un río o estanque, en el que sumergían el taburete. Los controladores del brazo decidían cuánto tiempo la víctima tendría que estar bajo el agua.
Las víctimas sufrían de semiahogamientos, crisis de ansiedad o pánico y en algunos casos hipotermia causada por el frío de las aguas.